# Savyasachi (film)
Pour plus de détails, voir Fiche technique et Distribution.
Savyasachi (en alphasyllabaire kannada : ಸವ್ಯಸಾಚಿ) est un film indien en langue kannada réalisé par M. S. Rajashekar (en) et sorti en 1995. Il est inspiré du roman homonyme de Vijay Sasanur et met en vedette les acteurs Shivarajkumar (en) et Prema (en), cette dernière y jouant le premier rôle de sa carrière. La bande originale et la musique du film sont composées par Sadhu Kokila (en).

## Fiche technique
- Réalisateur : M. S. Rajashekar
- Scénario : T. N. Narasimhan (d'après un roman de Vijay Sasanur)
- Musique : Sadhu Kokila
- Chorégraphie : Thara Prasad
- Costumes : Veeraraju, Anjani (Shivarajkumar)
- Maquillage : Vishwanath, Dore (Shivarajkumar)
- Produit par : R. Niveditha, N. Prema
- Société de production : Shashvathi Chitra
- Pays d'origine : Inde
- Langue : kannada
- Durée : 140 minutes
- Date de sortie : 21 février 1995 ( Inde)

## Distribution
- Shivarajkumar
- Prema
- Charithra
- Thoogudeepa Srinivas (en)
- Malathi
- Tej Sapru
- Avinash (en)
- Shivaram
- Pruthviraj
- Ravikiran
- H. G. Dattatreya (en)

## Bande originale
La bande originale de Savyasachi est composée par Sadhu Kokila.
| 1. | Changulabi Thotadalli | Sriranga        | S. P. Balasubrahmanyam& K. S. Chithra                            |  |
| 2. | Raja Rani Naavilokake | Hamsalekha      | S. P. Balasubrahmanyam & K. S. Chithra                           |  |
| 3. | Namma Madhuchandra    | Sriranga        | S. P. Balasubrahmanyam & K. S. Chithra                           |  |
| 4. | Naagara Haave         | Hamsalekha      | S. P. Balasubrahmanyam, K. S. Chithra, Rajesh Krishnan & Mangala |  |
| 5. | Ee Hrudayada Haadu    | M. N. Vyasa Rao | Manjula Gururaj                                                  |  |